# Quercus mutabilis
Quercus mutabilis är en bokväxtart som beskrevs av Ernest Jesse Palmer och Julian Alfred Steyermark. Quercus mutabilis ingår i släktet ekar, och familjen bokväxter.
Artens utbredningsområde är Missouri. Inga underarter finns listade.